# Осолотепекский сапотекский язык
Осолотепекский сапотекский язык (Ozolotepec Zapotec, Zapoteco de Ozolotepec) — сапотекский язык, на котором говорят на полпути на юго-западной части округа Мьяуатлан (между округом Мьяуатлан и побережьем) штата Оахака в Мексике. Большинство городов с «осолотепекскими» именами включено в названия, но не Сан-Франсиско-Осолотепек.
Осолотепекский сапотекский язык имеет 2 диалекта — сан-грегорио-осолотепекский и сан-марсиаль-осолотепекский.
Алфавит на латинской основе: A a, Aa aa, B b, Ch ch, D d, E e, Ee ee, G g, I i, Ii ii, K k, L l, M m, N n, O o, Oo oo, P p, R r, S s, T t, Th th, Ts ts, U u, Uu uu, W w, X x, Y y, Z z, Zh zh.